# Perner harangöntöde
A Perner GmbH passaui harangöntöde, melynek harangjai az egész világon megtalálhatók, többek között Betlehemben és Tokióban is. Hozzájuk köthető Magyarország legnagyobb harangjaiból többnek is az elkészítése.

## Történet
A harangöntő cég hosszú tradícióval bíró családi vállalkozás. Az eredetileg Brixenből származó família 1701 óta önt harangokat. Az első dokumentált Perner harang Ledce városából származik. A Pilseni püspökség területén található darabot azonban az első világháború éveiben elrekvirálták.
Az öntöde 1760-ban Budweisban székel Johann Josef Pernernek köszönhetően, aki a brixeni mester sarja. Legrégebbi ma fellelhető harangja a waldsasseni bazilikában található, 1718-ban öntötte.
A pilseni vonal 1904-ben Robert Pernerrel kihalt, azonban a budweisi ág ma is öntéssel foglalkozik.
A budweisi műhelyt Rudolf Perner vette át 1928-ban apjától és a székhelyet 1947-ben Passauba helyezte át.

## Tevékenység
A cég a templomtornyokat érintő összes speciális feladattal foglalkozik, így új harangok öntése és harangjátékok készítése, meglévők automatizálása és felújítása mellett fém és fa harangszékek készítése, toronyóra számlapok, mutatók és vezérlők gyártása és javítása is a profil részei. Továbbá egyedi, kímélő harangmeghajtások telepítése is a cég szolgáltatásai közé tartozik, úgymint a fa illetve fém harangjármok (tartók) készítése, kovácsoltvas harangnyelvek (ütők) előállítása.

## Magyarországon
Magyarország számára leginkább római katolikus templomoknak szánt harangokat öntenek, amelyek jellemzően a második világháborúban elpusztult, esetleg megrepedt harangok pótlásául szánnak.
Legelső Magyarországra szánt szállítmánya a Kismányok temploma számára 1988-ban öntött  180 kg-os volt, 1990-ben és 93-ban összesen öt harang készült a budapesti bazilika számára az öntödében, melynek hatására nem csupán itthon, hanem a környező országokban is híre ment az öntödének. A bazilika harangjainak összhangzata a Gesz0-B0-desz1-f1-asz1-b1 hangsorban szólal meg, a nagyharang az ország legnagyobb tömegű harangja. A következő években a kalocsai főszékesegyházba és a szegedi dómba is került új harang az öntödéből.
2010-ben nyílt pályázaton nyert megbízást az ország történetének legnagyobb volumenű harangtorony- és harangcsoport-rekonstrukciójára a Mátyás-templomban. Ennek során a rezgést a toronytestbe vezető fém harangszéket míves fára cserélte, a harangok a régi, hajlított vasjármok helyett új, egyenes tölgyfa jármokat kaptak. Mind a hat harang ismét a hagyományos repülőnyelves, felülütős rendszerben szólal meg. A hangzásra nézve ez igen jelentős javulást jelentett, a számítógéppel tervezett, kézzel kovácsolt harangnyelvek pedig visszaadták a harangok régi hangszépségét, melyet a háború után készített forgácsolt vas ütő kedvezőtlenül befolyásolt. Az újraöntéskor a legrégebbi, 1723-ban öntött, 887 kg-os harangot jelölték ki referenciapontnak (f1−6), ehhez igazodott a négy újonnan öntött harang (4521 kg, 1906 kg, 1514 kg, 99 kg) hangképe. A korábbi legnagyobb harang (3033 kg-os) azonban nem illeszkedett korabeli öntési pontatlansága miatt, ezért alaphangját precíziós csiszolással 7/16 félhanggal lejjebb hangolták, így a templom már teljesen egységes harangcsoporttal bír (Asz0 - [B0] - desz1 - esz1 - [f1] - asz2). A két régi harang túlzottan terhelte a tornyot kilengésével, ezért elleningák telepítése volt szükséges, melyek ellentétes irányba lendülnek a harangokkal mozgás közben, kiegyenlítve a vízszintes irányú erőket. A kész harangok végül 2011. április 23-án, húsvét éjjelén szólaltak meg először együtt.
Az öntöde 2013-ban átmenetileg leállította a harangöntést, egyik utolsó munkája Nemesnádudvar templomának tornyában található. A sikeres cégátalakítást követően 2017-ben lehetőség nyílt az öntöde családi hagyományainak folytatására.
Az azóta legjelentősebbé vált magyarországi munkájuk a győri székesegyház 2022-es teljes felújítása volt. Ennek során a régi acélszerkezet helyett egy új fa harangszéket építettek, és a meglévő 1200 kg-os harang (amelyet Szlezák László öntött 1946-ban) mellé további 6 újat öntöttek. Ezek tömege 4745 kg, 1958 kg, 1064 kg, 745 kg, 425 kg, 275 kg, ezzel a Szentháromság-nagyharang Magyarország 5. legnagyobbja lett. Az új harangok összhangzata az As0-c1-es1-f1-g1-b1-c2 hangsorban szólal meg. Az új harangokat 2022. szeptember 13-án szentelték fel, beemelésük után először november 19-én szólaltak meg együtt. A harangtechnika a Perner-cégre jellemző: megszólaltatásuk aszinkronos motorral történik, felülütős nyelvvel, felfüggesztésük egyenes fajárom, az újak esetén füles koronás kialakítással.